# 雷索希尔卡 (敖德萨州)
48°3′43″N 29°8′22″E / 48.06194°N 29.13944°E
雷索希爾卡（烏克蘭語：Лисогірка）是位於烏克蘭西南部的村莊，由敖德萨州波季利斯克区的科德馬市鎮負責管轄。該村始建於十八世紀，面積2.53平方公里，海拔高度208米，2001年人口930，人口密度每平方公里367.59人。